# Abra segmentum
Abra segmentum is een tweekleppigensoort uit de familie van de Semelidae. De wetenschappelijke naam van de soort werd in 1843 gepubliceerd door Récluz.